# سولو آلایوئه
سولو آلایوئه (استونیایی: Sulev Alajõe؛ زادهٔ ۱۰ دسامبر ۱۹۶۵) سیاستمدار، استاد دانشگاه و نماینده سابق مجلس اهل استونی است.